# Reutherbergtunnel
Der Reutherbergtunnel ist ein 1256 Meter langer einröhriger Straßentunnel der Bundesstraße 294 bei Wolfach. Er wird von etwa 300 Metern Deckgebirge überragt.
Der Tunnel ist Teil der Ortsumfahrung von Wolfach, welche zusätzlich jeweils eine Brücke über die Kinzig an Ost- und Westportal des Tunnels besitzt. Dieser Abschnitt der B 294 ist eine Kraftfahrstraße.
Durch den Tunnel fahren täglich etwa 10.000 Fahrzeuge, davon 17 % LKW.
Die Röhre wurde bergmännisch im Sprengvortrieb gebaut und 1993 eröffnet.

## Sicherheit
Der Tunnel verfügt über eine lückenlose Videoüberwachung, beidseitige Notgehwege von je einem Meter Breite, zwei beidseitige Haltebuchten und ein Entlüftungssystem am Scheitelpunkt des Tunnels, welches in eine Haltebucht integriert ist (48° 17′ 38″ N, 8° 13′ 49,7″ O).
Aufgrund der schlechten Note im ADAC Tunneltest 2008 wurde die Röhre in den Jahren 2013 bis 2014 saniert und mit einem parallel verlaufenden Rettungsstollen mit acht Querschlägen zum Tunnel nachgerüstet.

## Geschichte
Vor Eröffnung des Tunnels führte die Bundesstraße 294 durch die historische Stadt Wolfach. Vor allem am Stadttor und an der Kreuzung bei der Stadtbrücke kam es oft zu Staus. Somit war die Stadtdurchfahrt zu einem Hindernis geworden. Der Plan einer Umgehungsstraße trat in Kraft. Diese erforderte den Bau zweier Kinzigbrücken (140 und 160 Meter Länge) und des Reutherbergtunnels durch den Bergsporn Reutherberg. Dieser neue Streckenabschnitt der B 294, welcher rund einen Kilometer kürzer ist als der alte durch die Stadt, wurde 1993 mit Fußgängerbesichtigung eröffnet.